# Timotej Královič
Timotej Královič (* 26. října 1996) je slovenský fotbalový záložník, od ledna 2014 působící v prvním mužstvu FK Senica.

## Klubová kariéra
Svoji fotbalovou kariéru začal v Senici, kde prošel všemi mládežnickými kategoriemi. V průběhu sezony 2013–14 absolvoval stáž v nizozemském Haagu. 21. února 2014 vyhrál anketu o nejlepšího sportovce města roku 2013 v kolektivní kategorii mladší dorostenci U17.

### FK Senica
Před jarní částí sezony 2013/14 se propracoval do prvního mužstva. Ve slovenské nejvyšší soutěži debutoval pod trenérem Pavlem Hapalem v ligovém utkání 30. kola 10. května 2014 proti MŠK Žilina (prohra Senice 1:4), když v 76. minutě vystřídal Hiaga. 25. února 2015 vyhrál za podzim 2014 anketu o nejlepšího sportovce města roku 2014 v kolektivní kategorii U19.

### Klubové statistiky
Aktuální k 3. srpnu 2015
| Sezona  | Klub      | Soutěž       | Zápasy | Góly |
| ------- | --------- | ------------ | ------ | ---- |
| 2013/14 | FK Senica | Corgoň liga  | 3      | 0    |
| 2014/15 | FK Senica | Fortuna liga | 2      | 0    |